# Pilgram Marbeck

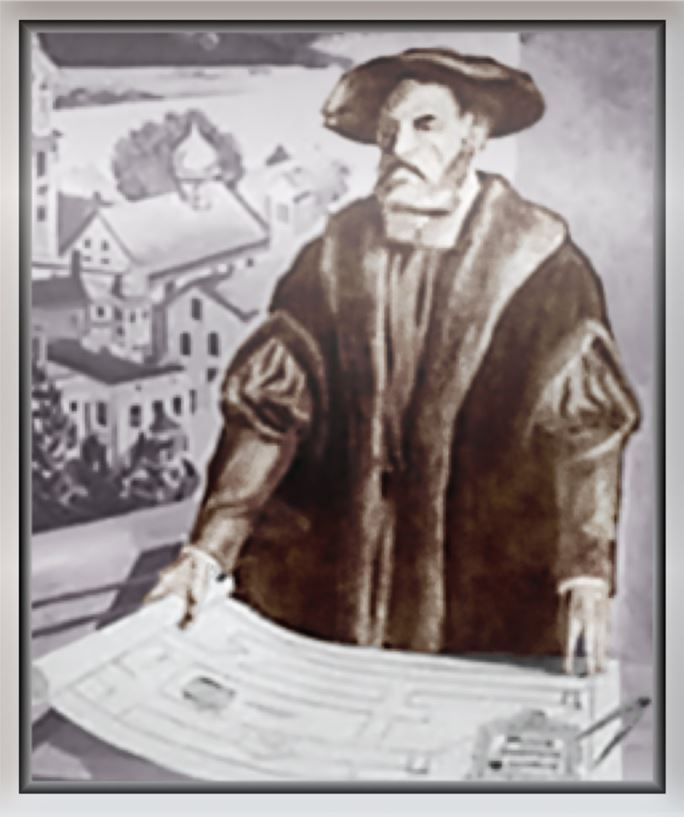
Pilgram Marbeck während seiner Zeit als Wasserbau-Ingenieur in Augsburg

Pilgram Marbeck, häufig auch Marpeck geschrieben (* um 1495 in Rattenberg / Tirol; † zwischen 31. Oktober und 7. November 1556 in Augsburg), war eine führende Persönlichkeit der süddeutschen Täuferbewegung. Nach ihm ist der Marbeck-Kreis benannt, welcher die theologische Ausrichtung der Süddeutschen Täufer dominierte.

## Name
In Pilgrams Autographen findet sich sein Familienname ausschließlich als „Marpeckh“. Historische Aufzeichnungen weisen folgende Schreibweisen des Namens auf: „Marichpegkh“ (1491), „Marpeckh“ (1496), „Marchpeck“ (1506), „Marchpeckh“ (1509), „Marchpegh“ (1510), „Marchpegkh“ (1514) und Marpeck (1525). In der englischsprachigen Täuferforschung hat sich die Schreibweise Marpeck durchgesetzt. Die im deutschsprachigen Bereich gebräuchliche Form Marbeck hat in den einschlägigen Quellen zum Leben und Werk Marbecks keine Anhaltspunkte.

## Herkunft und Vorgeschichte

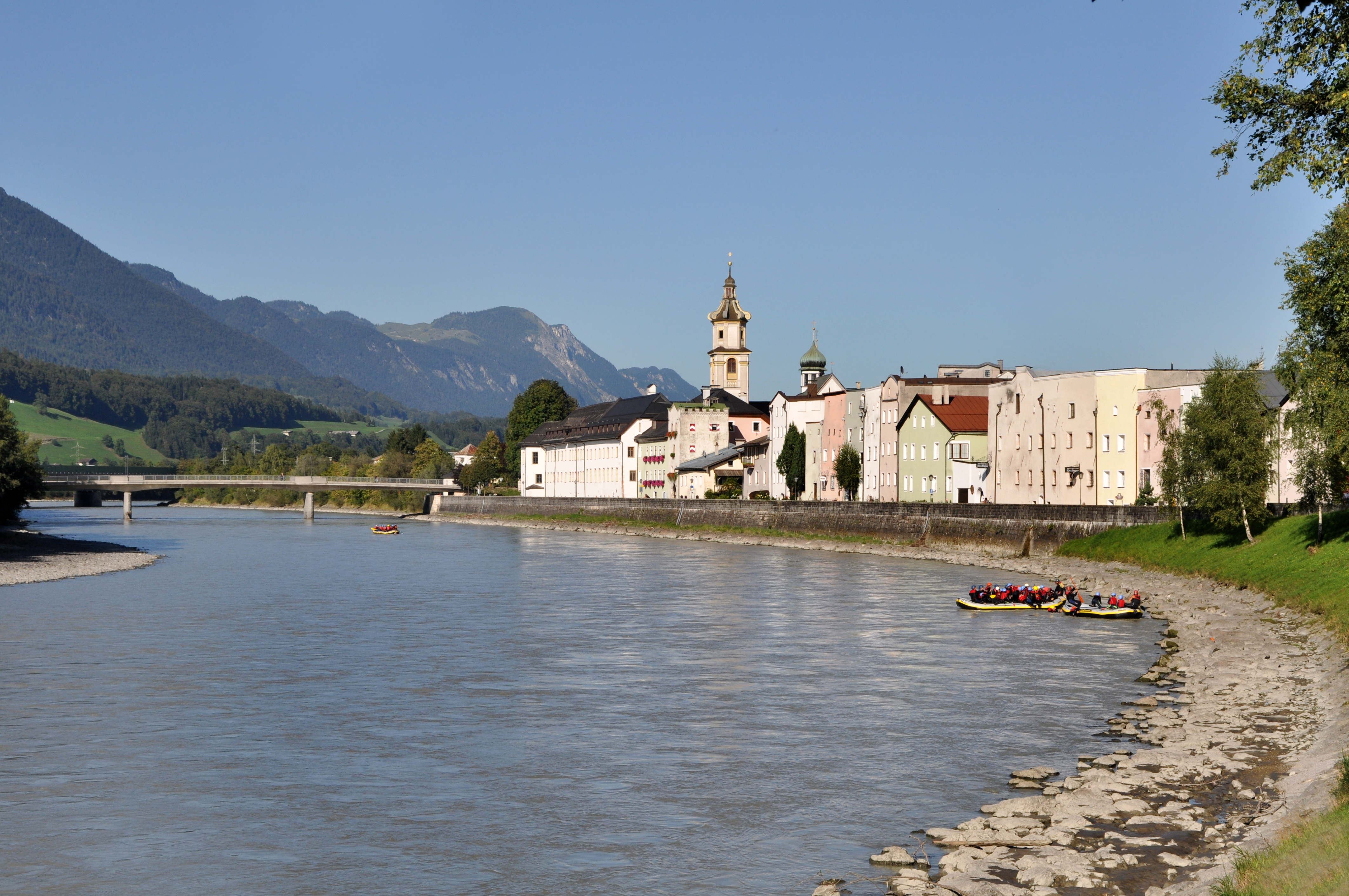
Stadt Rattenberg in Tirol, Marbecks Geburtsort

Eine Reihe von Indizien machen es wahrscheinlich, dass es sich bei Pilgram Marbeck um einen Sohn des Rattenberger Richters und Bürgermeisters Heinrich Marbeck handelt. Das Wappen dieser Familie – ein sogenannter Jochgeier, auf einer Kugel stehend – weist auf Wildschönau im Marbackjoch als Herkunftsgegend der Marbeck-Sippe hin.
Marbeck wuchs in einem tiefreligiösen Elternhaus auf. In seinem Lebensrückblick schrieb er, dass seine gottesfürchtigen Eltern ihn zum Glauben geführt hätten. Er besuchte wahrscheinlich die Lateinschule seines Geburtsortes und erwarb gründliche Kenntnisse des Griechischen und Lateinischen. Eine besondere Begabung entwickelte der junge Marbeck im technischen Bereich. Er baute sie aus und machte sich später einen bedeutenden Namen als Wasserbau-Ingenieur.
1520 wurde Marbeck in die Rattenberger Bergwerkbrüderschaft aufgenommen. Er arbeitete wohl zunächst als Privatunternehmer. Es existieren Belege dafür, dass er Erz nach Kitzbühel, einem Bergwerksdorf ca. 50 Kilometer östlich von Rattenberg, verkaufte. Bereits vor 1520 hatte Marbeck seine erste Ehefrau Sophia Harrer geheiratet, die vor 1528 starb. Aus dieser Ehe stammte eine Tochter Margarethe. Mitte 1528 heiratete er erneut. Von seiner zweiten Frau ist nur ihr Vorname Anna bekannt. Neben der Tochter Margarethe wuchsen in der Familie Marbeck drei weitere Adoptivkinder auf. Sie stammten vermutlich aus Familien, deren Väter im Bergwerk verunglückt waren.
Pilgram erhielt 1523 einen Sitz im Äußeren Rat der Stadt. Später, nachdem er 1525 in das Amt des Bergrichters berufen worden war, wurde er auch Mitglied des Inneren Rates der Stadt. Für sein Bergrichteramt wurde ihm ein Jahressold von 65 Pfund genehmigt, für den Erwerb eines Hofkleides zusätzlich drei Pfund. Schon in jungen Jahren muss Marbeck über ein beträchtliches Privatvermögen verfügt haben. Das geht unter anderem aus den Rechnungsbüchern der landesfürstlichen Kammer hervor, die ihn als Geber eines Kredits in Höhe von 1000 Rheinischen Gulden ausweisen. Einer seiner Zeitgenossen beschrieb Marbeck als „sehr frommen Mann, ausgezeichnet in seinem Beruf und eifrig in der Verwaltung der Stadt Rattenberg“.

## Kontakt zur lutherischen Reformation
Anfang 1523 erhielt Marbeck den Auftrag, im Namen der Stadt für den Mönch Stephan Agricola aus dem Augustinerkloster Regensburg beim Kardinal Matthäus Lang von Wellenburg Fürsprache einzulegen. Agricola befand sich aufgrund seiner Lehren, die eine gewisse Nähe zur Theologie Martin Luthers zeigten, im Gefängnis zu Mühldorf am Inn. Die Intervention Marbecks muss erfolglos gewesen sein; am 18. April desselben Jahres reiste er ein zweites Mal nach Mühldorf, um Agricola – noch immer im Gefängnis befindlich – zu besuchen. Bei diesem Gespräch sind – so vermutet die Forschung – für den bis zu diesem Zeitpunkt überzeugten Katholiken seine bisherigen religiösen Anschauungen ins Wanken geraten. Marbeck befasste sich daraufhin mit den lutherischen Anschauungen.
Das Luthertum hielt um 1524 seinen Einzug in Tirol, wurde aber von Ferdinand, dem Erbherzog der österreichischen Erblande, entschieden bekämpft und befand sich alsbald wieder auf dem Rückzug. Schon im Januar 1525 wurden die ersten lutherischen Prediger von Rattenberg und Kitzbühel wieder abgesetzt.

## Begegnung mit der Täuferbewegung

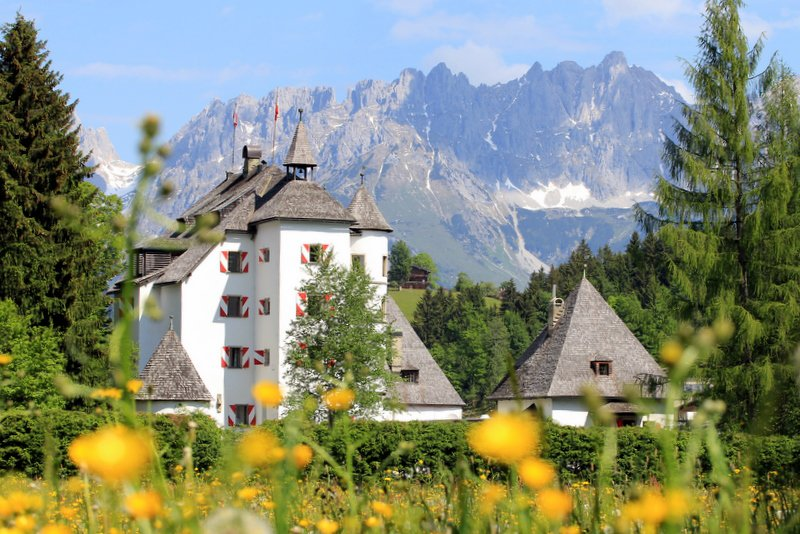
Schloss Münichau – Versammlungsort Tiroler Täufer

Obwohl Marbeck der lutherischen Theologie innerlich nahestand, war er dennoch von der praxis pietatis ihrer Anhänger enttäuscht. Wo – wenn auch nur für kurze Zeit – die lutherische Lehre Annahme fand, entdeckte er eine libertinäre Ethik als Folge. „Er hab gefunden, dasz an de Orten, wo man das Evangelium auf lutherische Weise gepredigt, auch eine fleischliche Freiheit sei gespürt worden, das hab ihn etwas hinterstellig gemacht, als dasz er bei ihnen nit Ruh hab finden mögen.“ So äußerte sich Marbeck später in einem Gespräch mit dem Straßburger Reformator Martin Butzer.
Die große Wende in Marbecks Leben brachte die Ankunft der Täufer in Tirol. Den eigentlichen Anfang nahm hier die Täuferbewegung durch Salzburger Täufer, die im Jahr 1526 vor der Inquisition nach Kitzbühel geflohen waren. Ein ehemaliger Priester namens Paul sammelte eine große Schar von Anhängern um sich. Helene von Freiberg, Besitzerin des Schlosses Münichau, stellte den Täufern einen Versammlungsraum zur Verfügung. Der Student Hans Roth agierte als Missionar in Kitzbühel und Umgebung so erfolgreich, dass viele sich von ihm taufen ließen. Besonderen Anklang fand dessen Verkündigung unter den Bergwerksbrüdern, zu denen auch das Ehepaar Marbeck gehörte. Im November 1527 wurde Leonhard Schiemer, der Bischof der Rattenberger Täufergemeinde, verhaftet und nach einem gescheiterten Fluchtversuch am 14. Januar 1528 dem Scharfrichter zur Folterung und zur Hinrichtung übergeben.
Im Anschluss an diese Hinrichtung forderten die herzoglichen Behörden Marbeck auf, in seiner Funktion als Bergrichter „den (anderen) Wiedertäufern nachzustellen“. Er lehnte dies jedoch strikt ab und wurde daraufhin am 28. Januar 1528 als Bergrichter entlassen. Er verlor den Großteil seines Vermögens, das er einige Jahre zuvor der herzoglichen Verwaltung als Darlehen zur Verfügung gestellt und dafür gewissermaßen als Verzinsung die Einnahmen aus dem Rattenberger Maut erhalten hatte.
Das standhaft ertragene Martyrium Leonhard Schiemers machte auf den Bergrichter einen tiefen Eindruck. Hier lag wohl auch der Beweggrund für Marbeck, mit seiner Familie aus Tirol zu flüchten.
Pilgram Marbeck wandte sich zunächst nach Augsburg, wo sich aufgrund der Wirksamkeit von Ludwig Hätzer, Hans Denck, Balthasar Hubmeier und vor allem Hans Hut eine täuferische Gemeinde gebildet hatte. Die Forschung nimmt an, dass Marbeck und seine Frau wahrscheinlich im Frühjahr 1528 in Augsburg die Glaubenstaufe empfingen, bevor sie nach Steintal bei Straßburg weiterzogen.

## Marbeck in Straßburg
An seinem neuen Wohnort suchte Marbeck alsbald Gelegenheit, seine Fähigkeiten als Ingenieur unter Beweis zu stellen. Da die Stadt Straßburg unter Bauholzmangel litt, machte Marbeck bei den entsprechenden Stellen den Vorschlag, Holz im schwarzwäldischen Fürstenberg zu kaufen und via Kinzig und Rhein als Floßgut in das Elsass zu transportieren. Er entwickelte dafür ein spezielles Verfahren. Das geflößte Holz wurde noch lange Jahrzehnte nach Marbecks Tod als „Pilger-Holz“ (von Pilgram abgeleitet) bezeichnet.
Um 1530 nahm die Marbeck-Familie ihren Wohnsitz direkt in Straßburg. Sie pflegten engen Kontakt zu den dort ansässigen Täufern, die allerdings aufgrund ihrer unterschiedlichen Prägungen in verschiedene Lager gespalten waren. Bereits nach kurzer Zeit avancierte Marbeck zum Führer einer ihrer Gruppen, der Keimzelle des späteren Marbeck-Kreises.
Die Aktivitäten Marbecks stießen beim Straßburger Reformator Martin Butzer auf größte Besorgnis. In Schriften und Reden griff er ihn direkt an: „Diesem Pilgram ragen die Ohren seines Gefallens und vermeinten Wissens ziemlich herfür.“ Als Marbeck in Straßburg zu taufen begann, strengte Butzer einen Prozess gegen ihn aufgrund des Wiedertäufermandats an, das allen Täufern bei Androhung der Todesstrafe das Taufen untersagte.
Es folgten zwei Disputationen, in denen Marbeck seine Lehrmeinungen darlegte. Die erste dieser öffentlichen Auseinandersetzungen mit Butzer fand am 9. Dezember 1531 statt. Marbeck ging hier zunächst auf seine Tauflehre ein: „Noch nie habe jemand etwas Stichhaltiges gegen die Taufe der Gläubigen anführen können.“ Besonders kritisierte er Butzers Gleichsetzung von Beschneidung und Taufe. Ein weiterer Diskussionspunkt war die von den Täufern vertretene Lehre von der Trennung von Kirche und Staat. Er beklagte sich darüber, dass die Reformatoren genau wie die Papsttreuen den Staat um Hilfe anrufen, wenn es um die Durchsetzung ihrer Lehre geht und nannte als Beispiel die von der Obrigkeit anberaumte Disputation. Als Butzer einwandte, dass er den Rat der Stadt nur deshalb angerufen habe, um Zwiespalt in der Stadt zu verhüten, antwortete Marbeck: „Wer Schutz oder Schirm der Creatur sucht, sei verflucht!“
Am 18. Dezember fand eine weitere Disputation statt, an deren Ende der Stadtrat feststellte, Marbeck habe die Versammelten nicht von der Schriftgemäßheit seiner Auffassungen überzeugen können. Er wurde als Direktor des Holzwerks entlassen und der Stadt verwiesen.

## Rückkehr nach Tirol und weitere Wanderungen
Nach mehreren Widersprüchen und Eingaben verließ Marbeck schließlich am 17. Januar 1532 Straßburg und wandte sich wieder seiner Heimat Tirol zu. Er nahm seinen Wohnsitz wegen der drohenden Verfolgung nicht im Inntal, sondern zog mit seiner Familie nach Südtirol, wo er als Prediger und Evangelist in verschiedenen Täufergemeinden wirkte. Jakob Hutter hatte hier kurz zuvor erfolgreich gewirkt.
Anfang 1533 war Marbeck in St. Gallen am Bau eines Walkwerkes beteiligt. Bis 1544 scheint die Familie Marbeck keinen festen Wohnsitz gefunden zu haben. Pilgram Marbeck konnte sich aber aufgrund seiner technischen Begabungen an verschiedenen Orten seinen Lebensunterhalt sichern. Sein eigentliches Anliegen war es jedoch, die durch Verfolgung geschwächten Täufergemeinden innerlich aufzubauen und ihnen in ihrer Theologie eine klare Ausrichtung zu geben.

## In Augsburg
Im Jahr 1544 bot der Rat der Stadt Augsburg Marbeck die Stelle eines Wassermeisters an. Marbeck nahm an und erhielt eine jährliche Besoldung von 150 Gulden. Er entwickelte als Wasserbauingenieur unter anderem für Augsburg eine Holzflößerei. In religiöser Hinsicht erfuhr er in seinem letzten Lebensjahrzehnt wenig Schwierigkeiten. 1544 bis 1546 war er Vorsteher der verbliebenen Augsburger Täufer, die nicht mehr verfolgt wurden. Zwar entdeckte der Rat, dass er 1550 seine testamentserleuterung, einen Kommentar zum Neuen Testament, herausgegeben hatte; es wurde aber wie bei der Herausgabe anderer Marbeck’scher Schriften nichts unternommen. 1553 erhielt er wegen seiner geheimen Lehrtätigkeit eine Verwarnung, und ein Jahr später drohte man ihm sogar die Verbannung an, sofern er von seinen täuferischen Aktivitäten nicht abließe. Dennoch blieb er bis zu seinem Tod 1556 im Dienst der Stadt.
Marbeck ist wahrscheinlich eines natürlichen Todes gestorben und gehörte damit zu den wenigen Täuferführern, die nicht als Märtyrer starben.

## Bedeutung
Marbeck war bemüht, die vielgestaltige Täuferbewegung der 1550er Jahre zu einer Einheit zu formen, obwohl bereits damals die Täuferbewegung aus mehreren Gruppen wie den Hutterern, den Mennoniten und den Schweizer Brüdern bestand, die sich zum Teil auch in ihren theologischen Positionen bezüglich Bann oder Gütergemeinschaft voneinander unterschieden. „In theologischer Hinsicht ist Marbeck für die Täufer von großer Bedeutung gewesen. Er hat das Gedankengut von Hans Denck weiter ausgebaut und damit Dencks Auseinandersetzung mit Spiritualisten und Lutheranern fortgeführt. Neben den Schriften Menno Simons ist die Marbeck-Literatur die wichtigste Fundgrube für das Denken der Täufer geworden“.
Für Marbeck hatte das Heil, welches Gott den Menschen anbietet, immer zwei Seiten. Auf der einen Seite stand die Entscheidung Gottes, der das Heil aller Menschen will, auf der anderen Seite aber eben auch die Entscheidung des Menschen, dieses ihm von Gott angebotene Heil anzunehmen oder abzulehnen. Er wurde damit zu einem der Väter der modernen Freikirchen wie zum Beispiel den Baptisten und den Mennoniten. Diese sehen ihr Idiom nicht nur in der Forderung „Trennung von Kirche und Staat!“, sondern verstehen sich vor allem als Freiwilligkeitsgemeinden, zu „denen nur solche gehören sollen, die sich bewusst für den Glauben an Jesus Christus entschieden haben“ und sich deshalb taufen ließen.

## Werke (Auswahl)
Für einen ausführlichen Quellenverweis vgl. Stephen Boyd: Pilgram Marpeck, Hans Schlaffer, Leonhard Schiemer. In: Bibliotheca Dissidentium. Répertoire des non-conformistes religieux des seizième et dix-septième siècles. Tome XVII. Baden-Baden/Bouxwiller 1995, S. 33–74.
- Bekenntnis, Straßburg 1531. Abgedruckt in: Manfred Krebs, Hans Georg Rott (Hrsg.): Quellen zur Geschichte der Täufertums. Band 7: Elsaß, 1. Teil. Stadt Straßburg 1522–1532 (= Quellen und Forschung zur Reformationsgeschichte. Band 26). Gütersloh 1959, S. 416–518.
- Testamenterleütterung, Erleutterung durch ausszug aus heiliger Biblischer schrifft (tail und gegentail) sampt ainstails angehangen beireden. o. O. und J.
- Clare Verantwurtung ettlicher Artickel (so jetz durch irrige geyster schrifftlich vnnd mündtlich auschweben) von wegen der ceremonien dess Newen Testaments ... 1531. In englischer Übersetzung abgedruckt in: William Klassen, Walter Klaassen (Hrsg.): The Writings of Pilgram Marpeck. Kitchener, Scottdale 1978, S. 43–68.
- Verantwurtung über Caspar Schwenckfelds Iudicium ..., o. O., o. J. Abgedruckt in: Johann Loserth (Hrsg.): Pilgram Marbecks Antwort auf Kaspar Schwenckfelds Beurteilung des Buches der Bundesbezeugung von 1542 (= Quellen und Forschung zur Geschichte der oberdeutschen Taufgesinnten im 16. Jahrhundert. Band 1). Wien/Leipzig 1929.
- Vermanung auch gantz klarer/gründtlicher unn unwidersprechlicher bericht zu warer Christlicher Aewigbestendiger pundtsvereynigung (= „Bundesvereinigung“). allen waren glaubigen frummen und gutthertzigen menschen zu hillf o. O. und J., wahrscheinlich um 1542 Abgedruckt: Hege, Christian (Hrsg.): Pilgram Marbecks Vermahnung. Ein wiedergefundenes Buch. In: Gedenkschrift zum 400-Jährigen Jubiläum der Nennoniten oder Taufgesinnten. 1525–1925. Ludwigshafen 1925, S. 178–282.
- Kunstbuch (darin: zahlreiche Briefe Marpecks). Abgedruckt in: Heinold Fast, Gottfried Seebaß (Hrsg.): Quellen zur Geschichte der Täufer. Band 17: Briefe und Schriften oberdeutscher Täufer 1527–1555. Das 'Kunstbuch' des Jörg Probst Rotenfelder gen. Maler (= Burgerbibliothek Bern. Cod. 464). (= Quellen und Forschung zur Reformationsgeschichte. Band 78). Gütersloh 2007.